# Genyorchis summerhayesiana
Genyorchis summerhayesiana är en orkidéart som beskrevs av Dariusz Lucjan Szlachetko och Tomasz Sebastian Olszewski. Genyorchis summerhayesiana ingår i släktet Genyorchis och familjen orkidéer.
Artens utbredningsområde är Nigeria. Inga underarter finns listade i Catalogue of Life.